# Gerhart Niemeyer
Gerhart Niemeyer (* 15. Februar 1907 in Essen; † 23. Juni 1997 in Greenwich (Connecticut)) war ein deutschamerikanischer Philosoph.

## Leben
Niemeyer studierte 1925/26 in Cambridge und 1926–1930 in München und Kiel Rechtswissenschaft. 1932 wurde er in Kiel zum Dr. jur. promoviert. Von 1930 bis 1933 absolvierte er das Referendariat. Er war Mitglied der SPD und öffentlich als Gegner des Nationalsozialismus hervorgetreten. 1933 verließ er Deutschland und emigrierte nach Spanien, wo er an der Universität Madrid tätig war. 1937 emigrierte er in die Vereinigten Staaten. Von 1937 bis 1944 lehrte er in Princeton, zunächst als Lecturer, später als Assistant Professor. Von 1944 bis 1950 war Niemeyer Professor für Politikwissenschaft an der Oglethorpe University in Georgia. Von 1955 bis 1976 lehrte er als Professor für Staatswissenschaften an der University of Notre Dame in Indiana; 1973 wurde er emeritiert.

## Schriften (Auswahl)
- Law without force. The function of politics in international law. Princeton 1941. (archive.org)
- An inquiry into Soviet mentality. Praeger, New York 1956.
- Communists in coalition governments. Washington 1963.
- (Hrsg.): Outline of communism. Ampersand, London 1966.
- Between nothingness and paradise. Baton Rouge 1971, ISBN 0-8071-1713-1. (archive.org)
- Deceitful peace. A new look at the Soviet threat. New Rochelle 1971, ISBN 0-87000-106-X. (archive.org)